# Baden-Württembergische Badmintonmeisterschaft
Baden-Württembergische Badmintonmeisterschaften werden seit 1972 ausgetragen. Sie stellen die dritthöchste Meisterschaftsebene im Badminton in Deutschland dar und sind die Qualifikation für die Südwestdeutschen Badmintonmeisterschaften.

## Titelträger
| Saison    | Herreneinzel       | Dameneinzel         | Herrendoppel                       | Damendoppel                            | Mixed                                 |
| --------- | ------------------ | ------------------- | ---------------------------------- | -------------------------------------- | ------------------------------------- |
| 1972 1975 | keine Daten        | keine Daten         | keine Daten                        | keine Daten                            | keine Daten                           |
| 1976 1977 | Wilfried Pritzlaff | Christa Hökel       | Wilfried Pritzlaff P. Buschmann    | Karin Hökel A. Büttner                 | Volker Herok A. Büttner               |
| 1977 1978 | Dietrich Franke    | Karin Hökel         | Volker Herok J. Link               | Karin Hökel Christa Hökel              | Dieter Frick Karin Hökel              |
| 1978 1979 | Dietrich Franke    | Rosemarie Drolsbach | Volker Herok Dieter Frick          | Karin Hökel Christa Hökel              | Volker Herok A. Büttner               |
| 1979 1980 | Dieter Frick       | Dorett Hökel        | Dietrich Franke Peter Vöttiner     | Rosemarie Drolsbach Angelika Zeisinger | Jürgen Ladwig Violetta Starcz         |
| 1980 1981 | Rolf Rüsseler      | Angelika Zeisinger  | Dieter Frick Jürgen Ladwig         | Karin Hökel A. Büttner                 | Dieter Frick Karin Hökel              |
| 1981 1982 | Rolf Rüsseler      | Dorett Hökel        | Rolf Rüsseler Martin Bareiß        | Dorett Hökel Christa Hökel             | Rolf Rüsseler Karin Hökel             |
| 1982 1983 | Roland Müller      | Regina Müller       | Volker Herok Dieter Frick          | Nadja Draskovits A. Büttner            | Volker Herok Karin Hökel              |
| 1983 1984 | Dieter Frick       | Anne-Katrin Seid    | Volker Herok Dieter Frick          | Elke Drews Anne-Katrin Seid            | Volker Herok Karin Hökel              |
| 1984 1985 | Ulrich Rost        | Anne-Katrin Seid    | Ulrich Rost Martin Bareiß          | Nadja Draskovits A. Büttner            | Martin Bareiß Nadja Draskovits        |
| 1985 1986 | Martin Bareiß      | Anne-Katrin Seid    | Ulrich Rost Martin Bareiß          | Karin Hökel Tanja Spahr                | Volker Herok Karin Hökel              |
| 1986 1987 | Ulrich Rost        | Elke Drews          | Volker Herok Dieter Frick          | Karin Hökel Tanja Spahr                | F. Erben Silke Möller                 |
| 1987 1988 | Michael Walz       | Elke Drews          | Ulrich Rost Martin Bareiß          | Anke Kübler Bettina Mayer              | Ulrich Rost Elke Drews                |
| 1988 1989 | Rolf Rüsseler      | Bettina Mayer       | Rolf Rüsseler Jürgen Ladwig        | Claudia Weiser C. Schütt               | Peter Mayer Bettina Mayer             |
| 1989 1990 | Michael Walz       | Bettina Mayer       | Martin Bareiß Jürgen Ladwig        | Bettina Mayer M. Ams                   | Jürgen Ladwig Karin Hökel             |
| 1990 1991 | Rolf Rüsseler      | Nicole Grether      | Frank Weber Michael Pongratz       | Antje Fregin Nicole Grether            | Frank Weber Annette Hilt              |
| 1991 1992 | Peter Mayer        | Silke Möller        | Martin Bareiß Jürgen Ladwig        | Antje Fregin Elke Drews                | Roland Dorner Antje Fregin            |
| 1992 1993 | Steffen Weber      | Bettina Mayer       | Peter Mayer Michael Pongratz       | Bettina Mayer Claudia Vogelgsang       | Wolf-Dieter Baier Annette Hilt        |
| 1993 1994 | Steffen Weber      | Claudia Vogelgsang  | Steffen Weber Roland Dorner        | Annette Hilt Simone Hilt               | Wolf-Dieter Baier Annette Hilt        |
| 1994 1995 | Steffen Weber      | Claudia Vogelgsang  | Steffen Weber Roland Dorner        | Bettina Mayer Claudia Vogelgsang       | Michael Pongratz Bettina Mayer        |
| 1995 1996 | Roland Dorner      | Claudia Vogelgsang  | Michael Pongratz Roland Dorner     | Anne-Katrin Seid Elke Cramer           | Steffen Weber Anne-Katrin Seid        |
| 1996 1997 | Wolf-Dieter Baier  | Claudia Vogelgsang  | Wolf-Dieter Baier Günter Entzel    | Anne-Katrin Seid Elke Cramer           | Michael Pongratz Anne-Katrin Seid     |
| 1997 1998 | Wolf-Dieter Baier  | Claudia Vogelgsang  | Michael Pongratz Roland Dorner     | Anne-Katrin Seid Elke Cramer           | Wolf-Dieter Baier Anne-Katrin Seid    |
| 1998 1999 | Wolf-Dieter Baier  | Claudia Vogelgsang  | Michael Pongratz Roland Dorner     | Claudia Vogelgsang Heike Stohlmann     | Wolf-Dieter Baier Anne-Katrin Seid    |
| 1999 2000 | Wolf-Dieter Baier  | Claudia Vogelgsang  | Michael Pongratz Wolf-Dieter Baier | Claudia Vogelgsang Bettina Mayer       | Wolf-Dieter Baier Bettina Mayer       |
| 2000 2001 | Rehan Khan         | Claudia Vogelgsang  | Michael Pongratz Rehan Khan        | Claudia Vogelgsang Bettina Mayer       | Michael Pongratz Claudia Vogelgsang   |
| 2001 2002 | Jörg Dahlhaus      | Claudia Vogelgsang  | Thomas Spörrer Clemens Rocholl     | Claudia Vogelgsang Natalie Tropf       | Michael Pongratz Claudia Vogelgsang   |
| 2002 2003 | Stefan Grüble      | Claudia Vogelgsang  | Michael Fuchs Peter Weinert        | Claudia Vogelgsang Kerstin Wagner      | Michael Fuchs Claudia Vogelgsang      |
| 2003 2004 | Wolf-Dieter Baier  | Claudia Vogelgsang  | Fredyno Saha Eddeeza Saha          | Claudia Vogelgsang Kerstin Wagner      | Wolf-Dieter Baier Claudia Vogelgsang  |
| 2004 2005 | Wolf-Dieter Baier  | Claudia Vogelgsang  | Peter Weinert René Nichterwitz     | Corinna Lux Natalie Tropf              | Wolf-Dieter Baier Claudia Vogelgsang  |
| 2005 2006 | Wolf-Dieter Baier  | Claudia Vogelgsang  | Benjamin Wahl Christian Beutel     | Corinna Lux Natalie Tropf              | Wolf-Dieter Baier Birgit Schönharting |
| 2006 2007 | Lucas Bednorsch    | Claudia Vogelgsang  | Roland Dorner Ronald Huber         | Claudia Vogelgsang Kerstin Wagner      | Wolf-Dieter Baier Claudia Vogelgsang  |
| 2007 2008 | René Nichterwitz   | Claudia Vogelgsang  | Benjamin Wahl Christian Beutel     | Claudia Vogelgsang Kerstin Wagner      | Benjamin Wahl Kerstin Wagner          |
| 2008 2009 | René Nichterwitz   | Claudia Vogelgsang  | Benjamin Wahl Lucas Bednorsch      | Natalie Tropf Sabine Huber             | Lucas Bednorsch Denise Walter         |
| 2009 2010 | Lucas Bednorsch    | Claudia Vogelgsang  | Benjamin Wahl Lucas Bednorsch      | Claudia Vogelgsang Sabine Huber        | Christian Beutel Natalie Tropf        |
| 2010 2011 | Wolf-Dieter Baier  | Natalie Tropf       | Benjamin Wahl Lucas Bednorsch      | Stefanie Arns Mona Fischer             | Benjamin Wahl Kerstin Wagner          |
| 2011 2012 | René Nichterwitz   | Claudia Vogelgsang  | Benjamin Wahl Lucas Bednorsch      | Claudia Vogelgsang Kerstin Wagner      | Benjamin Wahl Kerstin Wagner          |
| 2012 2013 | René Nichterwitz   | Stefanie Arns       | Benjamin Wahl Timo Teulings        | Kerstin Wagner Nadine Kuhnert          | Benjamin Wahl Kerstin Wagner          |
| 2013 2014 | Philipp Discher    | Claudia Vogelgsang  | Benjamin Wahl Thomas Schmudde      | Stefanie Arns Natalie Tropf            | Benjamin Wahl Kerstin Wagner          |
| 2014 2015 | David Kramer       | Stefanie Arns       | Benjamin Wahl Andreas Geisenhofer  | Janina Schumacher Nathalie Grittner    | Benjamin Wahl Kerstin Wagner          |
| 2015 2016 | David Kramer       | Claudia Vogelgsang  | Jonas Burger Lukas Burger          | Claudia Vogelgsang Karin Kieffer       | Jonas Burger Denise Walter            |
| 2016 2017 | David Kramer       | Janina Schumacher   | Jonas Burger Lukas Burger          | Mette Stahlberg Franziska Willenbacher | Tobias Arenz Janina Schumacher        |
| 2017 2018 | Philipp Discher    | Miranda Wilson      | Jonas Burger Lukas Burger          | Natalie Grittner Janina Schumacher     | David Kramer Miranda Wilson           |
| 2018 2019 | David Kramer       | Xenia Kölmel        | Jonas Burger Lukas Burger          | Mette Stahlberg Franziska Willenbacher | Jonas Burger Paloma Wich              |
| 2019 2020 | David Kramer       | Xenia Kölmel        | Jonas Burger Lukas Burger          | Mette Stahlberg Franziska Willenbacher | Alan Erben Mette Stahlberg            |
| 2020 2021 | nicht ausgetragen  | nicht ausgetragen   | nicht ausgetragen                  | nicht ausgetragen                      | nicht ausgetragen                     |
| 2021 2022 | David Kramer       | Lena Reder          | David Kramer Benjamin Wahl         | Lena Reder Ramona Zimmermann           | Fabian Schlenga Lena Reder            |
| 2022 2023 | Martin Hähnel      | Janina Schumacher   | Jonas Burger Lukas Burger          | Melina Wild Jennifer Löwenstein        | Alan Erben Janina Schumacher          |
| 2023 2024 | Janis Machauer     | Lena Reder          | Jonas Burger Lukas Burger          | Ramona Zimmermann Lena Reder           | Fabian Schlenga Lena Reder            |
| 2024 2025 | David Kramer       | Lena Reder          | Jonas Burger Lukas Burger          | Ramona Zimmermann Lena Reder           | Jonas Burger Lena Reder               |